# Mezinárodní golfová federace
Mezinárodní golfová federace (angl. International Golf Federation – IGF) byla založena v roce 1958 a je mezinárodní federací uznanou Mezinárodním olympijským výborem (MOV) jako světový řídící orgán pro golf. IGF má dvě kategorie členů, kteří zastupují správu golfu na mezinárodní úrovni:
- 132 národních členů federace ze 126 zemí,[1] a
- 22 profesionálních členů, většinou profesionálních golfových tour a asociací profesionálních golfistů.[2]

## Historie
V roce 2003 se federace přejmenovala z původního jména „World Amateur Golf Council“. Založena však byla už v roce 1958 za účelem pořádání mezinárodních amatérských soutěží. Organizuje dvě mistrovství světa amatérských družstev, Eisenhower Trophy pro muže a Espirito Santo Trophy pro ženy.

## Sekretariát
Sídlo organizace se nachází na pobřeží Ženevského jezera v Lausanne ve Švýcarsku.

## Jurisdikce
Na rozdíl od většiny mezinárodně uznávaných sportovních federací není IGF zodpovědná za vývoj, udržování a správu pravidel golfu. Pravidla pro severoamerické země Spojené státy americké a Mexiko vyvíjí a spravuje USGA a pro zbytek světa The R&A, dříve působící při The Royal and Ancient Golf Club of St Andrews.